# Gia Lai
Gia Lai ist eine Provinz (tỉnh) von Vietnam. Sie liegt im Süden des Landes in der Region Zentrales Hochland und ist nach der Fläche die zweitgrößte Provinz des Landes. Im Westen grenzt sie an Kambodscha.

## Bezirke
Gia Lai gliedert sich in siebzehn Bezirke:
- 14 Landkreise (huyện): Chư Păh, Chư Prông, Chư Pưh, Chư Sê, Đắk Đoa, Đắk Pơ, Đức Cơ, Ia Grai, Ia Pa, K'Bang, Kông Chro, Krông Pa, Mang Yang, Phú Thiện
- 2 Städte auf Bezirksebene (thị xã): An Khê und Ayun Pa
- 1 Provinzstadt (Thành phố trực thuộc tỉnh): Pleiku (Hauptstadt)